# 特爾訥韋尼
46°19′47″N 24°16′12″E / 46.32972°N 24.27000°E

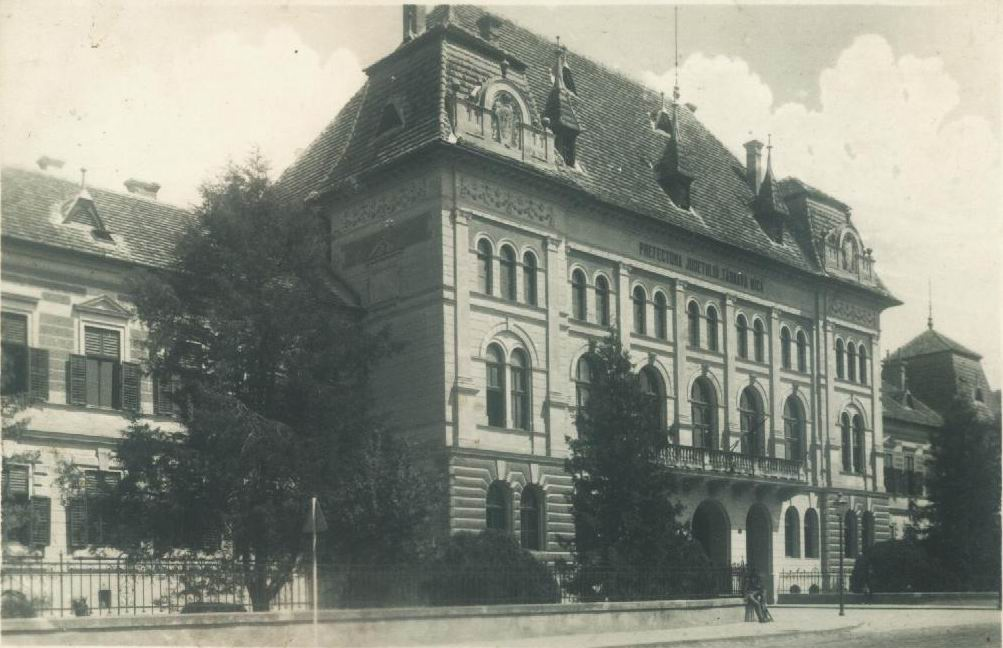

特爾訥韋尼是羅馬尼亞的城市，位於該國中部，距離首府特爾古穆列什42公里，由穆列什縣負責管轄，面積60.39平方公里，海拔高度300米，2007年人口26,504。